# Danny Higginbotham
Daniel John "Danny" Higginbotham, född 29 december 1978 i Manchester, är en engelsk-gibraltisk före detta fotbollsspelare (försvarare).
Higginbotham började sin karriär i Manchester United men hade svårt att komma med i A-laget, så han flyttade till belgiska Royal Antwerp FC på lån. Hans önskan att spela fotboll regelbundet på högsta nivå ledde emellertid att han flyttade tillbaka till England och Derby County, en affär värd 2 miljoner pund. När Derby flyttades ned till The Championship valde Higginbotham att i januari 2003 gå till Southampton för 1,5 miljoner pund. Han stannade två säsonger i klubben innan han gick vidare till Stoke City där han så småningom blev lagkapten.
Den 28 augusti 2007 blev det känt att Stoke accepterat ett bud från Sunderland på 2,5 miljoner för Higginbotham. Samma dag skrev han ett fyraårskontrakt med klubben. Vid säsongens slut återvände han dock till Stoke, som nyligen blivit uppflyttade till Premier League. Han gjorde sitt första mål för laget mot Tottenham, en match som Stoke vann med 2-1.
Higginbotham avslutade sin karriär 2014. 